# Ханюг
Ханюг — река в России, протекает в Лузском районе Кировской области. Устье реки находится в 30 км по правому берегу реки Залесская Лала. Длина реки составляет 10 км.
Река берёт начало в западной части болота Конецкое в 11 км к северо-западу от города Луза. Река течёт на восток, всё течение проходит по заболоченному лесному массиву. Приток — Будринка (правый). Впадает в Залесскую Лалу у деревни Ханюг в 10 км к северо-востоку от города Луза. Ширина реки на всём протяжении не превышает 10 м.

## Данные водного реестра
По данным государственного водного реестра России и геоинформационной системы водохозяйственного районирования территории РФ, подготовленной Федеральным агентством водных ресурсов:
- Бассейновый округ — Двинско-Печорский
- Речной бассейн — Северная Двина
- Речной подбассейн — Малая Северная Двина
- Водохозяйственный участок — Юг
- Код водного объекта — 03020100212103000013188